# Oliver Campana
Pour les articles homonymes, voir Campana (homonymie).
 (septembre 2016).
Si vous disposez d'ouvrages ou d'articles de référence ou si vous connaissez des sites web de qualité traitant du thème abordé ici, merci de compléter l'article en donnant les références utiles à sa vérifiabilité et en les liant à la section « Notes et références ».
Oliver Campana, de son vrai nom Olivier Campana, est un chanteur rock et soul né le 25 juin 1968 à Toulon (Var).

## Biographie
Oliver Campana est né le 25 juin 1968 à Toulon.
Il commence à chanter dès l’âge de 17 ans dans le sud est de la France, au sein de diverses formations (lesquelles?).
Ses influences musicales très variées l'ont amené très tôt à mélanger rock brut et musique soul. Il se produit à l'époque sans relâche sur les scènes locales et dans les Pubs / Piano Bars de la Côte d'Azur.
Riche d'une solide expérience scénique dès 1995 et à la suite d'une rencontre artistique avec Frank “François” Perez (guitariste de Gene Loves Jezebel), Oliver s’envole pour Londres où il se mêle à la scène Brit pop très active de l’époque.
En 1997 il intègre un groupe formé du guitariste Joe Hodgson et du batteur Stuart Macmillan (qui rejoindra ensuite Andy Miller de Dodgy au sein de M.A.S.S puis Hey Gravity!, invités de l'emission TARATATA.
Ce groupe, The Nervous Wrecks enregistre un E.P "WIRED" produit par Phil Brown (Heartland, Steve Perry, Queensrÿche, Marillion) et tourne intensément en Grande-Bretagne et en Irlande pendant trois ans.

A la rupture du groupe en 2000, Oliver Campana monte un bref projet scénique avec le batteur américain Tony Natale et le
guitariste Lewis Fielding (Big Joe Turner, Jerimiah Marques & the Blue Aces, The Jetsuns).
Durant ces années, Oliver vit une vie de nomade de tournées en tournées (Îles Britanniques, Allemagne et France) avant de se ré-installer une base en Provence en 2001 dans le but d’écrire et composer.

### 2002-2004
En 2002, Oliver Campana sort l'album Nothing changes avec le groupe pop/rock progressif Drop-O-Rama, créé par le compositeur/batteur Antoine de Montremy. Le groupe enregistre un second album, Superlove, qui sort en 2004.
Quelques mois après Drop-O-Rama est invité à jouer 2 titres en direct sur France Culture, touchant ainsi un audimat de 150 000 personnes.

### 2004-2007
En 2004, Oliver Campana démarre un nouveau projet à Londres avec Joe Hodgson. Ceci les mène droit à George De Angelis, ex-producteur au sein du label ZTT Records de Trevor Horn, et qui a travaillé avec Seal, Rod Stewart,
Kim Appleby, LeAnn Rimes...
Ce qui n’était qu’un projet d'auteurs/compositeurs se transforme alors en vrai groupe Rock : RIME en 2005, faisant appel à des studios comme The Dairy (Brixton) et les studios Abbey Road pour un album intitulé Find your own way.
En 2006, Oliver, très porté sur l'écriture, trouve également le temps d'enregistrer avec Drop-o-Rama un troisième opus Three at last, leur album le plus mûr et le plus instinctif.
L'album sort en octobre 2007 sur le label Why Note et distribué par Nocturne.
Oliver Campana quitte RIME en 2007 et Drop-O-Rama se sépare la même année.

### 2008-2019
Oliver Campana se base en France et fonde son projet solo. Il apparait le 13 juin 2008 au festival pop-rock "M comme Musique" de Châteauroux avec un groupe fraîchement créé.
La toute première mouture du groupe OLIVER CAMPANA est composée de Miko Scalco (batterie), Phil Beltran (guitare), Gautier Gouallec (basse) et Florent Baldassari (guitare).
En février 2009, ce groupe participe au festival international Emergenza. Il est vainqueur en finale régionale à Marseille le 30 mai 2009 (Espace Julien), et le groupe se retrouve sur la scène de l'Élysée Montmartre à Paris le 14 juin 2009 pour y disputer la finale Française. Ce jour-là, couvert par un reportage de la chaîne télévisée France 3, il décroche la 3e place (2200 participants).
Oliver, quant à lui, se voit attribuer le prix du « Meilleur chanteur ».
Dans la foulée Oliver Campana sort son 1er E.P 4 titres: My Starlight (4 original rough cuts) le 14 mars 2010 sur le label indépendant Roca Music.
Le bassiste Sylvain "Sly" Laurent fait son entrée dans le groupe et le vidéo clip du titre phare My Starlight rentre en rotation sur internet.
Suivent plusieurs showcases et un travail de composition qui se précise avec l'arrivée du guitariste Emmanuel Cottalorda ( Louis, Marilou Bourdon).
Lors d'une 1re partie renversante de Louis Bertignac le 8 juin 2011 au Festival des Garrigues (Brignoles - Var), le groupe révèle quelques titres inédits.
Oliver Campana signe un contrat avec le label Dolphin Productions et entre en studio le 9 janvier 2012 pour les enregistrements d'un album complet.
Le disque est réalisé par Oliver, mixé par Yan Memmi puis masterisé par Ryan Smith à Sterling Sound (New York).
Ce L.P Life's Beautiful sort en tirage limité et en distribution numérique le 17 mai 2012 (Dolphin Productions / Believe), est accompagné d'une video pour le single "Broken hearted".
"Life's beautiful tour" se rode en 2012 avec notamment une apparition le 18 juillet au Palais des Congrès de Saint-Raphaël (Var) (Var- France) en 1re partie de Gérald de Palmas, un concert à La Scène Bastille (Paris) le 30 octobre et Le Sentier des Halles le 25 mars 2013.
Life's Beautiful sort finalement dans les bacs le 2 avril 2013, distribué par Socadisc.
Oliver Campana quitte le label Dolphin Productions quelques mois plus tard à la suite d'un litige. 
Ce n’est qu’en 2019 que le chanteur, après une longue phase d’écriture, réapparaît sur scène pour y interpréter son répertoire personnel. Ainsi le 28 juin 2019 il donne un concert de 2h30 au Festival de la Moline à Marseille et révèle en exclusivité des titres de son prochain album. 

### Discographie
- Drop-O-Rama Nothing changes 2002 (Plakar/Brennus/Musea)- L.P
- Drop-O-Rama Superlove 2004 (Fifteen Music/Wild Palms)- L.P
- Rime Find your own way 2007 (AMM) - L.P
- Damon's Coming home 2007(Wild palms music)- E.P
- Drop-O-Rama Three at last 2007 (Fifteen Music/Why Note/Nocturne)- L.P
- Oliver Campana My Starlight 2010 (Roca Music/Believe) - E.P
- Oliver Campana Life's beautiful 2012 (Dolphin Productions/ Believe/ Socadisc) - L.P